# Helmut Kupski
Helmut Kupski (* 7. April 1932 in Lipowitz, Kreis Ortelsburg, Ostpreußen; † 31. Dezember 2020 in Frankfurt am Main) war ein deutscher Politiker und Landtagsabgeordneter (SPD).

## Leben und Beruf
Nach dem Schulbesuch und einer Begabtensonderprüfung absolvierte er eine Ausbildung für den gehobenen Dienst der allgemeinen inneren Verwaltung des Landes NRW. In den Jahren 1955 bis 1960 war er beim Regierungspräsidenten Düsseldorf als Regierungsinspektor beschäftigt. Im Jahr 1960 wechselte er als Verwaltungsbeamter zum Landeskirchenamt Düsseldorf.
In den Jahren 1966 bis 1971 war Kupski Mitglied der CDU. Der SPD gehörte er seit 1972 bis zu seinem Tod im Dezember 2020 an. Er war in zahlreichen Parteigremien aktiv, so u. a. als Mitglied des SPD-Unterbezirksvorstandes Krefeld. Mitglied der Gewerkschaft Öffentliche Dienste, Transport und Verkehr (heute ver.di) war er seit 1978.

## Abgeordneter
Vom 29. Mai 1980 bis zum 31. Mai 1995 war Kupski Mitglied des Landtags des Landes Nordrhein-Westfalen. Er wurde jeweils im Wahlkreis 059 Krefeld II direkt gewählt.
In den Jahren 1967 bis 1994 war er Mitglied im Stadtrat der Stadt Krefeld.

## Ehrungen
Seit dem 21. Dezember 2004 war Kupski Träger des Verdienstordens des Landes Nordrhein-Westfalen. Für seine wissenschaftliche Aufbauarbeit in Russland und in anderen osteuropäischen Ländern ernannte ihn die Staatsuniversität Uljanowsk zum Professor h. c.